# 馬納河

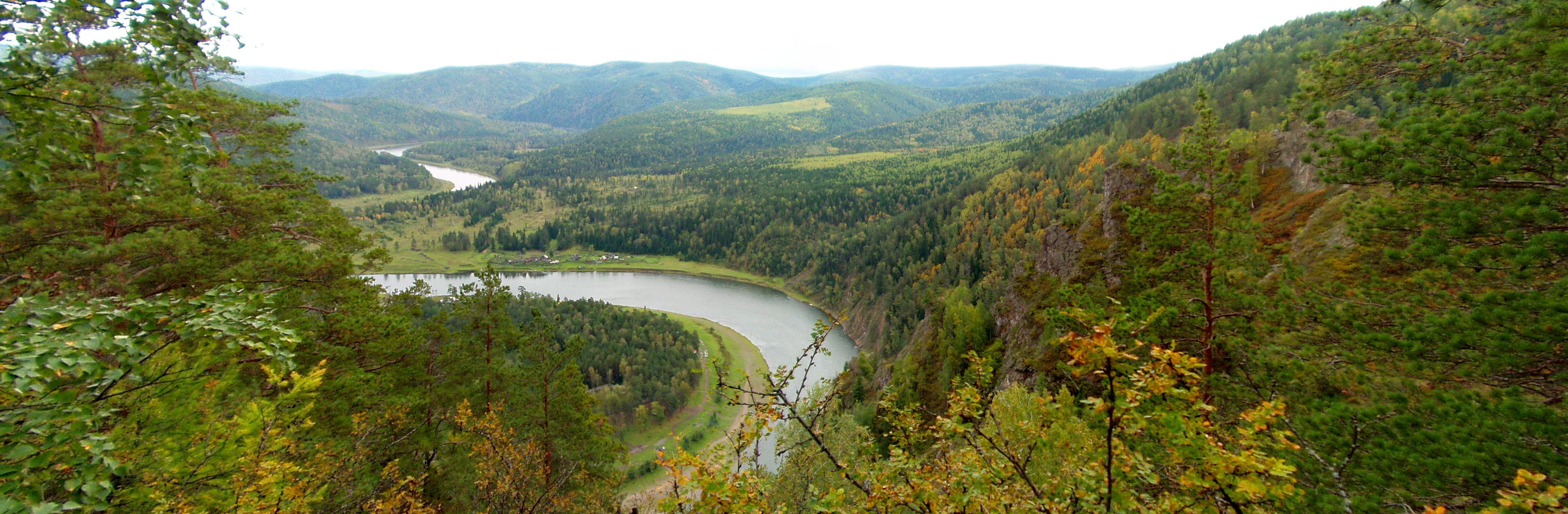
馬納河

馬納河（羅馬化：Mana）是俄羅斯的河流，位於克拉斯諾亞爾斯克邊疆區，屬於葉尼塞河的右支流，河道全長475公里，流域面積9,320平方公里。

## 腳註